# DAS Pronto

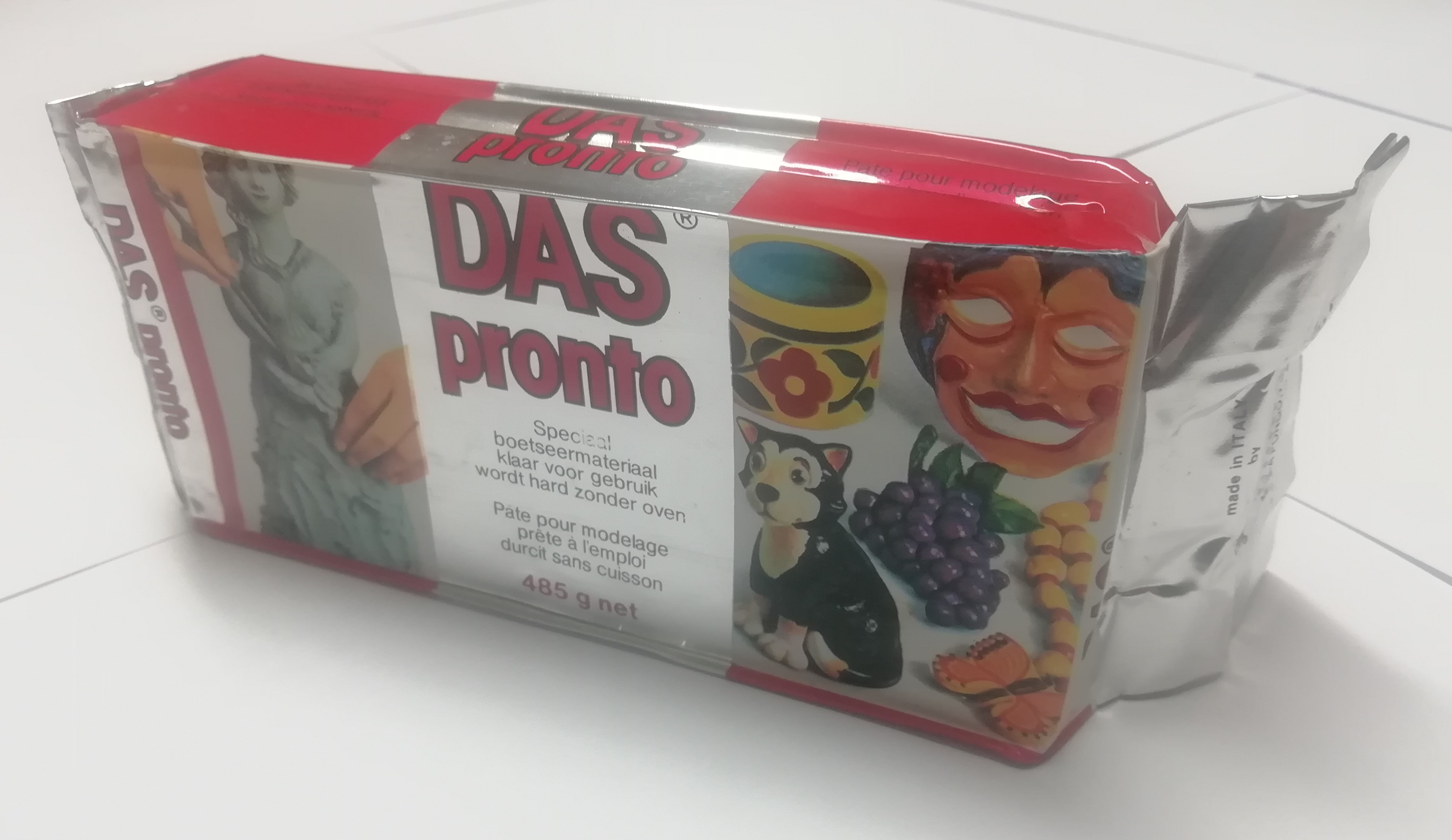
Een verpakking, eind jaren '70

DAS Pronto is een boetseerklei, gefabriceerd door de Italiaanse firma FILA.
De naam DAS is afkomstig van de initialen van de uitvinder, de Italiaanse dichter, zanger en pacifist Dario Sala, (Como, 8 april 1912- 30 juni 2005) die in 1962 een patent aanvroeg voor deze zelfhardende klei. In eerste instantie werd het goedje verkocht als een poeder dat met water aangelengd moest worden, vanaf 1968 wordt het verkocht in een zilverkleurige vacuümverpakking. Aanvankelijk werd het alleen als grijze massa verkocht, later werden er ook witte en terracottakleurige productlijnen toegevoegd.In 1994 werd DAS opgekocht door de firma FILA.
Sala streek een percentage op van de verkoop van het product, hetgeen hem in staat stelde de rest van zijn leven te wijden aan het schrijven van boeken en gedichten. 